# Oumou Touré
Oumou Kalsoum Touré (ur. 18 lutego 1988 w Dakarze) – senegalska koszykarka, występująca na pozycjach silnej skrzydłowej lub środkowej, posiadająca także francuskie obywatelstwo, olimpijka, obecnie zawodniczka Elazığ İl Özel İdarespor.
18 listopada 2020 została zawodniczką CTL Zagłębia Sosnowiec.

## Osiągnięcia
Stan na 16 listopada 2021, na podstawie, o ile nie zaznaczono inaczej.
Reprezentacja
- Mistrzyni Afryki (2015)
- Uczestniczka igrzysk olimpijskich (2016 – 12. miejsce)[4]